# Edgardo Cozarinsky
Edgardo Cozarinsky est un écrivain, scénariste et réalisateur argentin né le 13 janvier 1939 à Buenos Aires et mort le 2 juin 2024. 
Son nom de famille renvoie à ses arrière-grands-parents, immigrants juifs partis de Kiev et d'Odessa à la fin du XIXe siècle. Son prénom témoigne de l'engouement de sa mère pour Edgar Allan Poe.

## Biographie
Edgardo Cozarinsky naît le 13 janvier 1939 à Buenos Aires, fils d'immigrants russes. Après une adolescence passée dans des cinémas de quartier projetant de vieux films d'Hollywood, et dévorant des romans en espagnol, anglais et français (auteurs préférés : Robert Louis Stevenson, Joseph Conrad, le Henry James des récits), il fit des études de littérature à l'Université de Buenos Aires tout en écrivant pour des revues cinéphiles argentines et espagnoles. Il publia un livre de jeunesse, dérivé d'une thèse sur James, El laberinto de la apariencia (Le Labyrinthe de l'apparence, 1964), qu'il supprima plus tard. À vingt ans il fit la connaissance de Borges, Bioy Casares et Silvina Ocampo, écrivains prestigieux qu'il fréquenta pendant ses années passées à Buenos Aires. En 1973 il obtint un prix littéraire pour un essai sur le potin comme méthode narrative chez Proust et James. En 1974 il publia Borges et le cinéma, livre développé à chaque édition et traduction, jusqu'à ce qu'il décide de ne plus le laisser rééditer.
Après un séjour de neuf mois en Europe et une visite à New York entre septembre 1966 et juin 1967, il est rentré à Buenos Aires décidé à laisser derrière lui sa vie de dilettante littéraire. Après un passage par le journalisme, bref mais très remarqué dans la rubrique culturelle d'hebdomadaires comme Primera Plana et Panorama, il réalisa un premier film underground tourné pendant les fins de semaine tout au long d'une année, en sachant qu'il serait interdit par la censure de l'époque. Il fut projeté cependant dans des festivals européens et aux États-Unis. Déjà le titre était un défi : Points de suspension.
En 1974, au milieu des bouleversements politiques du péronisme annonçant la répression imminente, il quitta Buenos Aires pour Paris. Là, il aborda le cinéma par des œuvres appartenant à deux catégories : la fiction et l'essai, où la matière documentaire est analysée par une réflexion personnelle, même subjective. Le plus connu de ses films reste La Guerre d'un seul homme (1981), une confrontation entre les "journaux parisiens" d'Ernst Jünger pendant l'Occupation et les actualités françaises des mêmes années. À l'époque où les créneaux culturels de plusieurs télévisions européennes soutenaient la recherche, Cozarinsky put développer cette approche dans une série de films très originaux.
Pendant la deuxième moitié des années 1970 et les années 1980, son travail littéraire a connu une pause. Mais le seul livre publié dans cette période est devenu un objet de culte : Vudú urbano (Vaudou urbain, 1985), un dialogue entre fiction et essai qui fut préfacé par Susan Sontag et Guillermo Cabrera Infante.
La même année (1985), il visita l'Argentine pour la première fois depuis onze ans et trouva, après la fin du régime militaire, un "autre pays". Trois ans plus tard, il tourna un film en Patagonie, un "southern" : Guerreros y cautivas (Guerriers et captives). À partir de cette date il visita son pays natal de plus en plus souvent, en y tournant parfois quelques fragments de ses essais européens.
Ses films postérieurs les plus audacieux sont Le Violon de Rothschild et Fantômes de Tanger, réalisés entre 1995 et 1996.
En 1999, Edgardo Cozarinsky passa un mois immobilisé avec une infection discale. Pendant ce séjour à l'hôpital un cancer fut diagnostiqué. Selon ses propres mots, il a entendu une sonnette lui signalant qu'il n'y avait plus de temps à gaspiller : « J'ai toujours voulu être écrivain, mais sans oser publier, même finir ce que je commençais... » Sur son lit d'hôpital il écrit les deux premières nouvelles de La novia de Odessa (La Fiancée d'Odessa), un livre plusieurs fois primé. À partir de cette date son travail cinématographique se fait rare et il commence à publier « tous les livres que je n'avais pas mis sur papier » : fictions, essais, chroniques. Il a été immédiatement reconnu comme un écrivain important et a été traduit en français, allemand, anglais et plusieurs autres langues.
À partir de cette date aussi, Cozarinsky passe la plupart de son temps à Buenos Aires avec des séjours brefs mais fréquents à Paris. L'impatience de renouveau l'a conduit à s'engager dans d'autres domaines de création. En 2005 il écrivit et mit en scène une pièce (Squash), un micro-opéra (Raptos) et a joué à côté de son médecin traitant, le doctor Alejo Florin-Christensen, dans l'une des performances de "théâtre documentaire" de Vivi Tellas, Cozarinsky y su médico (C. et son médecin). En 2008 il aborda la composition du libretto pour un opéra de chambre sur la musique de Pablo Mainetti, Ultramarina, basé sur des motifs de son roman El rufián moldavo (Le Rufian moldave).
Son travail littéraire a été récompensé par le Prix García Márquez pour un volume de récits latino-américains (En el último trago nos vamos), par le prix de l'Académie Argentine de Lettres pour le roman Loin d'où, par le prix de la Ville de Buenos Aires pour La Fiancée d'Odessa. Le Fondo Nacional de las Artes (Argentine) l'a distingué pour sa trajectoire.
Son œuvre cinématographique a mérité une rétrospective de la Cinémathèque Française en 2019.
Edgardo Cozarinsky a un tempérament de nomade. Il a tourné non seulement à Buenos Aires et à Paris mais au moins une partie de ses films aussi à Tanger, Vienne, Rotterdam, Tallinn, Grenade, Budapest, Saint-Pétersbourg, Séville et en Patagonie. Il est rare qu'il reste plus de trois mois au même endroit. Pour lui[réf. souhaitée] Buenos Aires est la capitale de l'amitié et du plaisir, Paris le plus grand magasin de culture.

## Hommage
Une rétrospective lui est consacrée à la Cinémathèque française en 2019.

## Œuvre littéraire sélective
- Vudú urbano (Vaudou urbain), récits, 1985 (en français chez Christian Bourgois éditeur)
- La novia de Odessa (La Fiancée d'Odessa), récits, 2001 (en français chez Actes Sud)
- El pase del testigo (Passage du témoin), essais et chroniques, 2001.
- El rufián moldavo (Le Rufian moldave), roman, 2004 (en français chez Actes Sud)
- Museo del chisme (Musée du potin), essai et récits, 2005.
- Tres fronteras (Trois Frontières), récits, 2006.
- Palacios plebeyos (Palais plébéiens), chroniques et un récit, 2006.
- Maniobras nocturnas (Manœuvres de nuit), roman, 2007.
- Milongas, chroniques et récits, 2007.
- Burundanga, récits, 2009.
- Lejos de dónde (Loin d'où), roman, 2009 (en français chez Grasset et Fasquelle).
- Blues, chroniques et mémoires, 2010.
- La tercera mañana, roman, 2010 (Espagne), 2011 (Argentine)
- Dinero para fantasmas (De l’argent pour les fantômes) , roman, 2012 (Argentine), 2013 (Espagne) (en français chez Grasset et Fasquelle).
- Nuevo museo del chisme, essai et récits, 2013.
- En ausencia de guerra, roman, 2014.
- Disparos en la oscuridad (Coups de feu dans le noir), essais, 2015.
- Dark, roman, 2016. (en français chez Grasset et Fasquelle)
- Niño enterrado (Enfant enterré) , mémoire et essais, 2016.
- En el último trago nos vamos (Encore un verre et on part), récits 2017.
- El vicio impune (Le Vice impuni), essais 2017.
- Cuentos reunidos (Récits réunis), récits, 2019.
- Los libros y la calle (Les livres et le rue), mémoire, 2019.
- Turno noche (La relève de nuit), roman. 2020.
- Cielo sucio (Ciel sale), roman, 2022.

## Filmographie partielle
- 1971 : ... (Points de suspension)
- 1977 : Les Apprentis Sorciers
- 1981 : La Guerre d'un seul homme
- 1983 : Jean Cocteau, autoportrait d'un inconnu
- 1984 : Haute Mer
- 1988 : Sarah
- 1990 : Guerriers et Captives
- 1992 : Boulevards du crépuscule
- 1994 : Scarlatti à Séville
- 1995 : Citizen Langlois
- 1995 : La barraca : Lorca sur les chemins de l'Espagne
- 1996 : Le Violon de Rothschild
- 1998 : Fantômes de Tanger
- 2000 : Le Cinéma des Cahiers
- 2002 : Tango-désir
- 2003 : Dans le rouge du couchant
- 2005 : Ronda nocturna (Ronde de nuit)
- 2010 : Apuntes para una biografía imaginaria (Notes pour une biographie imaginaire)
- 2011 : Nocturnos
- 2013 : Carta a un padre (Lettre à un père)
- 2019 : Medium